# Delphic
Delphic er en engelsk dance trio fra Manchester.